# Porius
Genre
Porius est un genre d'araignées aranéomorphes de la famille des Salticidae.

## Distribution
Les espèces de ce genre sont endémiques de Nouvelle-Guinée.

## Liste des espèces
Selon World Spider Catalog (version 18.0, 06/053/2017) :
- Porius decempunctatus (Szombathy, 1915)
- Porius papuanus (Thorell, 1881)

## Publication originale
- Thorell, 1892 : Studi sui ragni Malesi e Papuani. IV, 2. Annali del Museo Civico di Storia Naturale di Genova, vol. 31, p. 1-490 (texte intégral).